# March Engineering
La March Engineering è stata un costruttore britannico di vetture da competizione per varie categorie; ha anche partecipato al campionato mondiale di Formula 1 con una propria scuderia ufficiale.

## Storia

### Le origini
Fu fondata nel 1969 a Bicester, nell'Oxfordshire, da un gruppo di trentenni appassionati di auto da competizione: Max Mosley, Alan Rees, Graham Coaker e Robin Herd, dalle loro iniziali è stato ricavato il nome March. Mosley si occupava della parte commerciale, Rees era il direttore sportivo del team, Coaker il direttore di produzione, mentre il tecnico era Herd, che come prima vettura realizzò una Formula 3 siglata 693; le March hanno avuto la caratteristica di essere siglate con tre cifre, di cui le prime due indicavano l'anno del progetto e la terza la categoria della vettura, mentre il logo della casa fu una creazione della moglie di Coaker, Carol. Il capitale iniziale fu costituito con un versamento di 2500 sterline da parte di ciascuno dei quattro soci, anche se Herd non disponendo della cifra a fine estate, se la procurò scommettendo 1000 sterline sulla vittoria di Jackie Stewart nel campionato di Formula 1, ipotesi pagata 2,5 contro 1 dagli allibratori inglesi. Tuttavia il numero dei soci si restrinse presto: Coaker uscirà di scena già nel 1971 per morire poi tragicamente a bordo di una March 712M di Formula 2, lasciatagli come parte della sua liquidazione, mentre Rees, alla fine dello stesso anno, abbandonò la società per andare a ricoprire un'analoga posizione alla neonata Shadow.

### Gli anni '70

#### 1970
La prima vettura per la Formula 1 fu la 701, la vettura, piuttosto convenzionale, era dotata di una monoscocca in alluminio, del motore Ford Cosworth DFV e cambio Hewland, con delle originali fiancate laterali usate come serbatoi. L'obiettivo era la commercializzazione di vetture e stimato un costo di costruzione di 3000 sterline per monoposto, i fondatori della March pensarono di proporla a 6000 sterline, salvo alzare il prezzo a 9000 (pari a 13 milioni e mezzo di lire dell'epoca) su consiglio di Walter Hayes della Ford, che prospettò loro il fallimento dell'impresa con un prezzo così basso.  Con l'appoggio finanziario della STP Oil Treatment di Andy Granatelli, nel 1970 la March debuttò nella massima formula con una squadra ufficiale i cui piloti erano Chris Amon e Jo Siffert, quest'ultimo grazie all'appoggio finanziario della Porsche che offrì 30000 sterline alla March. Altre due vetture parteciparono sotto i colori del team Tyrrell, che aveva abbandonato i telai Matra e si accingeva a diventare costruttore in proprio, i piloti erano il campione del mondo uscente Jackie Stewart e Johnny Servoz-Gavin, poi sostituito da François Cevert. Stewart ottenne la pole-position al Gran Premio inaugurale in Sudafrica e persino una vittoria al successivo Gran Premio di Spagna oltre ad altri tre piazzamenti a podio nel prosieguo della stagione, mentre Amon ottenne un secondo e un terzo posto. Nel corso della stessa stagione parteciparono alla guida di monoposto March anche Ronnie Peterson, sponsorizzato dal restauratore di auto storiche Colin Crabbe e Mario Andretti, sostenuto anche lui dalla STP Oil Treatment pur non essendo nella squadra ufficiale, quindi già alla prima stagione ci furono fino a sei vetture March alla partenza dei Gran Premi e complessivamente ne furono prodotti 11 esemplari.
Oltre al modello 701 per la massima serie furono commercializzate la 702 in Formula 2, la 703 in F.3, la 707 nel campionato CanAm, dove correvano vetture Gruppo 7 e la 708 in Formula Ford. In Formula 2, il miglior pilota fu Ronnie Peterson, pilota del Guthrie Racing che termino il campionato al quarto posto con due terzi posti come miglior risultato.

#### 1971

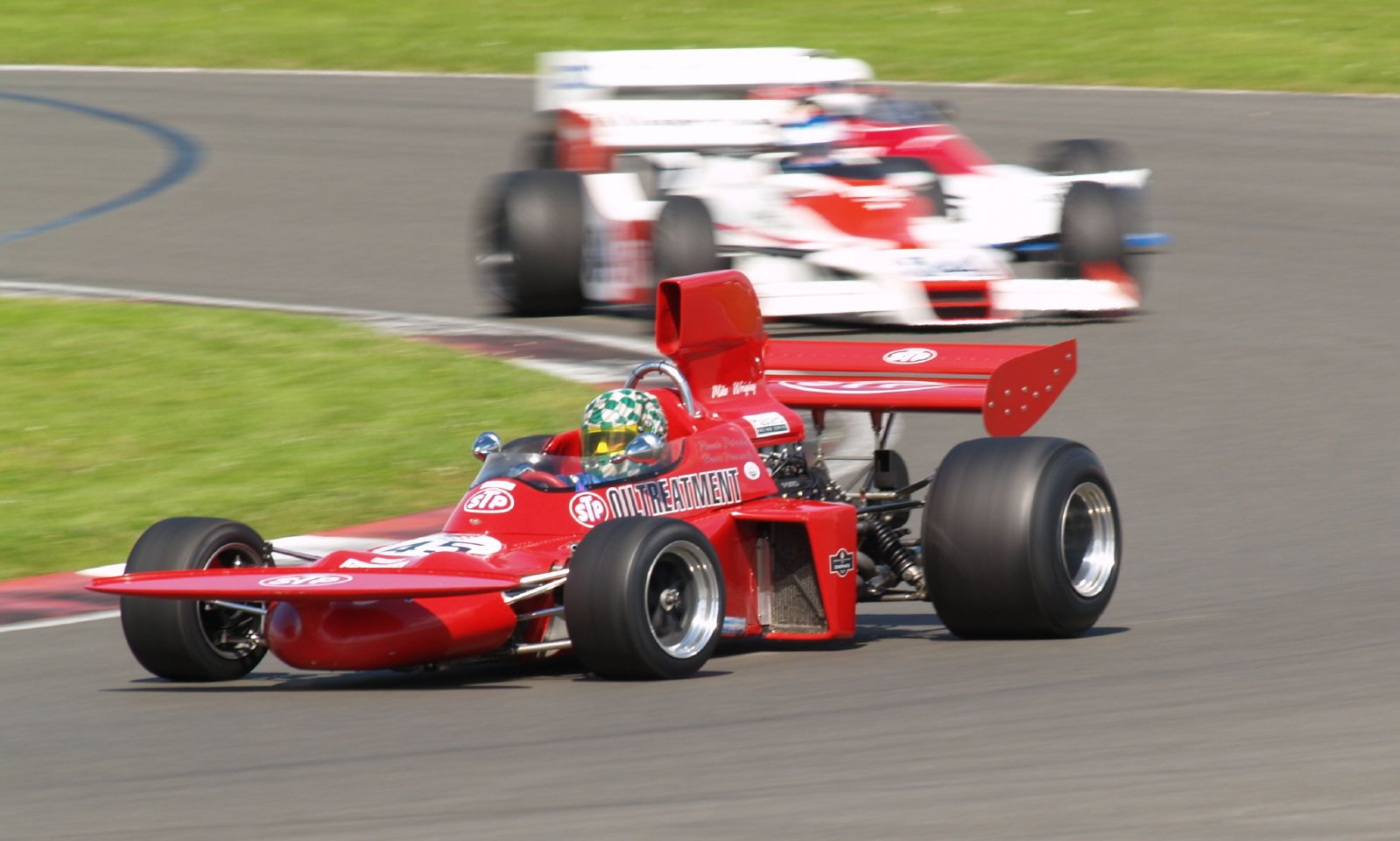
La March 711 del 1971, nel 2007

Nel 1971 la vettura 711 fu progettata da Frank Costin ex tecnico di Vanwall e Lotus, con una linea ovoidale e un caratteristico alettone anteriore rialzato come un vassoio e fu definita per l'appunto Tea-tray, altre particolarità i freni all'interno del telaio come la Lotus 72 e la possibilità di installare il motore V8 Alfa Romeo della Sport 33/3. Il team ufficiale forte della sponsorizzazione STP puntò sul giovane Peterson che ottenne vari piazzamenti che gli valsero il secondo posto finale nel campionato.
In Formula 2, il team ufficiale sempre con Ronnie Peterson, partecipò anche al campionato europeo di F.2 vincendolo con 5 vittorie su 11 gare. Altri due successi giunsero con le vetture "clienti" di Mike Beuttler e Dieter Quester.

#### 1972
Nel 1972 la squadra ufficiale puntò su Ronnie Peterson e sul giovane Niki Lauda, mentre Frank Williams schierò una vecchia March 711 e un nuovo modello per Henri Pescarolo e Carlos Pace, ma la 721 evoluzione del modello precedente non fu competitiva. Nel corso della stagione fu approntata la versione X con cambio trasversale Alfa Romeo, anch'essa deludente. La via d'uscita da questa situazione difficile fu la richiesta di una vettura da parte di Mike Beuttler, la nuova versione 721G fu realizzata in soli nove giorni (infatti la G sta per Guinness dei primati, data la velocità dell'esecuzione) alloggiando un Cosworth DFV e un serbatoio più largo su un telaio di F.2. L'utilizzo di telai da Formula 2 ingranditi, particolarmente leggeri e compatti, divenne poi lo schema di produzione per gli anni seguenti.
Un'altra vettura fu consegnata al team tedesco Eifelland Racing, modificata in modo eccentrico dal designer tedesco Luigi Colani, per il pilota Rolf Stommelen, anche se i risultati estremamente negativi consigliarono il team tedesco di abbandonare e cedere la vettura al team di John Goldie che, riportata la vettura nelle condizioni originarie, la fece correre con alla guida John Watson.
Tuttavia il massimo che si ottenne fu un terzo posto al Gran Premio di Germania.
In formula 2 in un'annata dominata dalla Surtees-Ford guidata da Mike Hailwood, giunsero due vittorie parziali una con Niki Lauda (5° in campionato) e Patrick Depailler. 
Una March 722S di formula 2 si aggiudicò il Campionato europeo della montagna vinto da Xavier Perrot

#### 1973
In Formula 1 nel 1973 la March perse lo sponsor STP e si trovò in difficoltà, quindi ci si limitò a modificare le 721G esistenti adottando un radiatore sul musetto e adeguando le vetture alle nuove regole di sicurezza con una struttura deformabile antiurto, così modificate le vetture furono rinominate March 731. Il team schierò una sola vettura ufficiale affidata prima a Jarier, impegnato anche in F.2, poi a Roger Williamson, che perì in un incidente al Gran Premio d'Olanda, mentre un'altra vettura venne schierata dal team Hesketh per James Hunt, questa fu sviluppata dal tecnico del team Harvey Postlethwaite e ottenne risultati migliori di quella ufficiale.
Grandi risultati giunsero in Formula 2, dove Jean-Pierre Jarier conquistò il titolo con ben 8 vittorie e 17 gare, anche grazie ai nuovi motori BMW a 16 valvole da 285 CV progettati da Paul Rosche. Altri successi arrivarono da Vittorio Brambilla (2) e Roger Williamson
Fu bissato il titolo nell'europeo della Montagna sempre con una March 722, ma questa volta con Jimmy Mieusset.

#### 1974
Nel 1974 la March cercò piloti che potevano portare sponsorizzazioni per la squadra ufficiale e dopo aver fatto correre Howden Ganley, scelse Vittorio Brambilla che apportò la sponsorizzazione della fabbrica di utensili Beta Tools e Hans-Joachim Stuck con l'appoggio del produttore di liquori Jägermeister, per la Formula 2 Depailler fu appoggiato dall'industria petrolifera francese Elf.

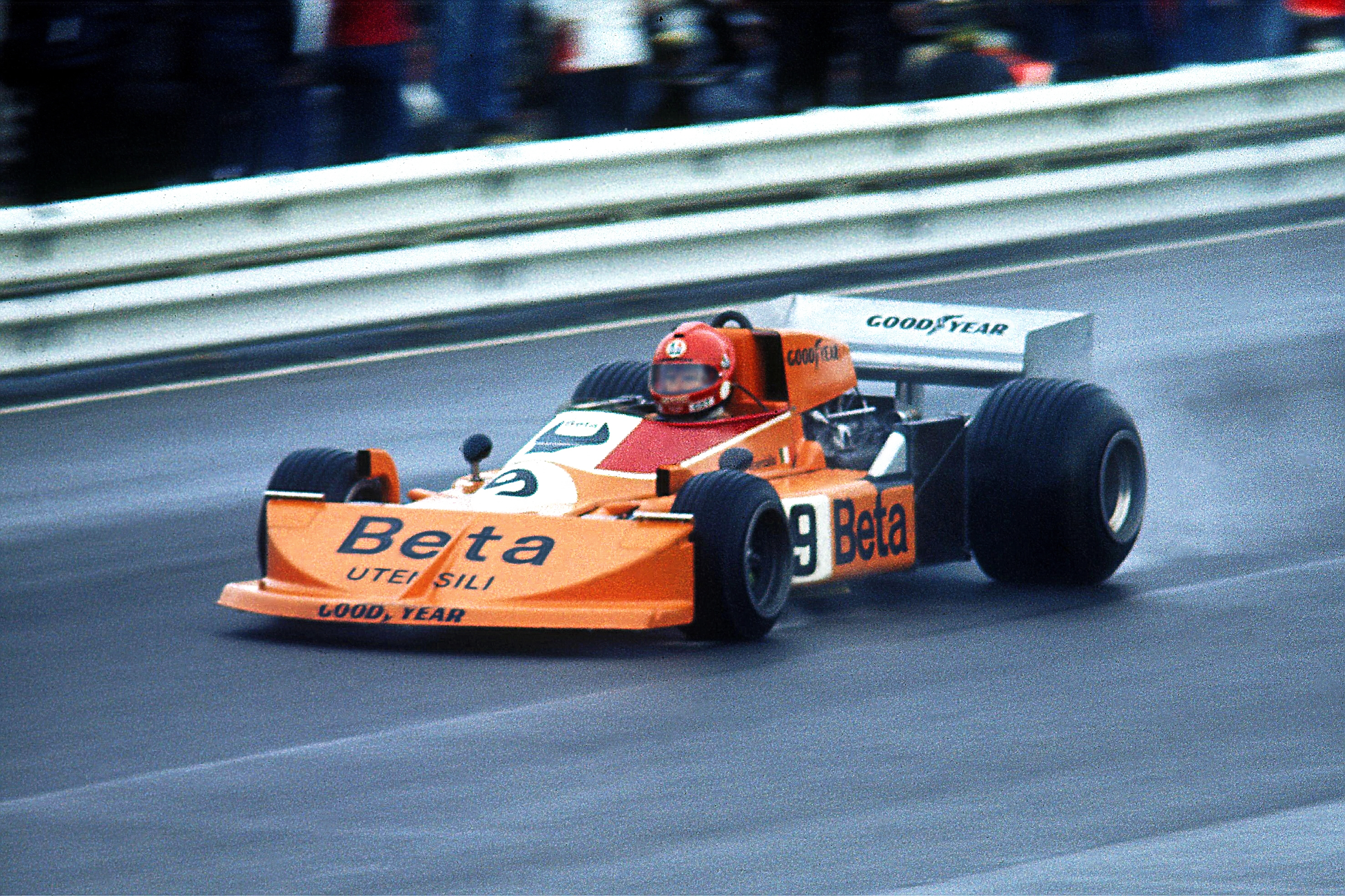
Vittorio Brambilla con la 761 al Gran Premio di Germania 1976

In Formula 2, la march conquistò il terzo titolo in 4 con Patrick Depailler vincitore del titolo con 5 vittorie, Hans-Joachim Stuck secondo con 3 vittorie, Jacques Lafitte terzo con una vittoria. Un totale di 9 vittorie su 10 gare.

#### 1975
Brambilla, con la 751 dal caratteristico anteriore a cucchiaio vinse nel bagnatissimo Gran Premio d'Austria disputato a Zeltweg, mentre al Gran Premio di Spagna l'italiana Lella Lombardi con una March arrivò sesta, prima donna a ottenere punti nel campionato mondiale di Formula 1.
In Formula 2, il team ufficiale portò Patrick Tambay e Michel Leclère a pari merito al secondo posto, in un campionato dominato dalla Martini di Jacques Laffite. Tutte queste vetture a motore Renault surclassarono le March che si dovettero accontentare di due vittorie ad opera di Maurizio Flammini.

#### 1976
Nel 1976 la March, senza grandi ambizioni di classifica, cercò di recuperare i vecchi telai aggiornandoli e affidandoli a piloti che potessero portare sponsor, così partecipò con due team, uno con Brambilla e Peterson, tornato in squadra dopo aver lasciato la Lotus in crisi di risultati, l'altro chiamato March Engines con Lella Lombardi, Arturo Merzario e Stuck. Peterson ottenne al Gran Premio d'Italia la terza e ultima vittoria per la March in F.1, ma l'interesse per la massima serie era passato in secondo piano, infatti su pressione della BMW Robin Herd era ormai concentrato interamente sulla realizzazione delle Formula 2.
In quel campionato vi era il dominio delle Elf di Jean-Pierre Jabouille (campione) e Michel Leclère (4°) e delle Martini di René Arnoux  (2°) e Patrick Tambay (3°).

#### 1977
Nell'inverno 1976-1977, il tecnico March Wayne Eckersley costruì un retrotreno a 4 ruote motrici per la 761; la vettura a 6 ruote fu designata March 2-4-0, dove lo zero indicava l'assenza del differenziale. A differenza della Tyrrell P34, prima vettura di Formula 1 a 6 ruote, la March usava al posteriore le stesse ruote da 16" (40 cm) dell'anteriore, ma sempre con l'intendimento di ridurre la resistenza aerodinamica riducendo la sezione maestra. La vettura fu provata all'inizio del 1977 a Silverstone da Howden Ganley e Ian Scheckter ma il progetto necessitava di uno sviluppo più lungo di un normale telaio e non venne mai portato in gara. Curiosamente questa vettura portò più profitti di altre vetture March di successo, perché fu data la licenza alla Scalextric, azienda produttrice di vetture in miniatura, che iniziò uno dei suoi modelli più popolari, mentre il retrotreno a 4 ruote fu usato nelle gare in salita da alcuni piloti tra cui Roy Lane.
Nel 1977, pur con il nuovo sponsor Rothmans, si corse in economia con i piloti Alex Ribeiro e Ian Schekter e non si ottennero risultati, a fine stagione il nome March scomparve dalla Formula 1, per riapparire nel 1981 e chiudere di nuovo i battenti a fine 1983.
Fu anno difficile anche in Formula 2, dove davanti alle March di Bruno Giacomelli terminarono le due Martini-Renault di René Arnoux e Didier Pironi, la Ralt-BMW di Eddie Cheever e anche la Chevron di Riccardo Patrese.

#### 1978
Alla fine del 1977 il materiale per la Formula 1 e il diritto di associazione alla FOCA vennero ceduti alla ATS, Mosley lasciò la squadra per lavorare a tempo pieno per la FOCA, Rees che aveva già abbandonato la squadra per andare alla Shadow, nella stagione entrante fondò con altri la Arrows. Herd, unico rimasto dei soci iniziali, invece intensificò la collaborazione con la BMW lavorando alle versioni da corsa Gruppo 4 e Gruppo 5 della BMW M1, che parteciparono al Campionato mondiale Endurance e dettero vita al Campionato BMW M1 Procar un monomarca di gare di contorno ai Gran Premi di F.1,
In Formula 2 la March 782-BMW permise a Bruno Giacomelli di vincere il campionato europeo con il record stagionale di otto successi parziali, che rimase imbattuto fino a che non fu soppressa la categoria.

#### 1979
Nel 1979 arrivarono in Formula 2 le prime vetture a effetto suolo, la March presentò la 792 ma all'inizio sembrò che le vecchie 782 fossero più competitive (Rad Dougall vinse a Thruxton), tuttavia alla fine Marc Surer vinse il campionato con una 792, dopo una lunga lotta con Brian Henton su Ralt e Eddie Cheever su Osella

### Gli anni '80

#### 1980
In Formula 2 la stagione è dominata dalle Toleman-Hart di Brian Henton e Derek Warwick e il migliore pilota March sarà Teo Fabi, terzo in campionato con 3 vittorie parziali-

#### 1981: breve ritorno in Formula 1
Nel 1981 la March torna in Formula 1.
Si tratta in realtà di un'altra società, "March Grand Prix" formata grazie all'ingresso nella RAM di John Mc Donald, di Robin Herd (fondatore della March) e di Guy Edwards (pilota e grande "procacciattore" di sponsor).
L'adozione del nome March è allo scopo di favorire l'adesione ai Team della FOCA nel pieno della Guerra FISA-FOCA. Giuridicamente e tecnicamente però la March è solo parzialmente coinvolta: pur essendo ormai vietata la partecipazione alla massima serie dei team non costruttori l'accordo è in esclusiva, tuttavia le vetture, che riprendono la filosofia costruttiva della Williams FW07, non sono particolarmente competitive, l'anno seguente la RAM ottiene sponsorizzazioni importanti tra cui il produttore di tabacchi Rothmans, ma la sponsorizzazione arriva troppo tardi e la nuova vettura realizzata da Herd in collaborazione con Adrian Reynard, a causa dei pochi mezzi previsti non riesce ad avere miglioramenti significativi nelle prestazioni, nel 1983 la RAM punta a produrre le vetture in proprio e nel 1984 il marchio "March" esce nuovamente dalla F.1.
In Formula 2 con l'avvento delle wing-car e il minore interesse della BMW che puntava a entrare in Formula 1 come fornitore di motori, la March nel 1981 viene sopravanzata dalla Ralt dotata dei più potenti motori Honda, l'ultimo campionato che vincerà sarà nel 1982 con Corrado Fabi.

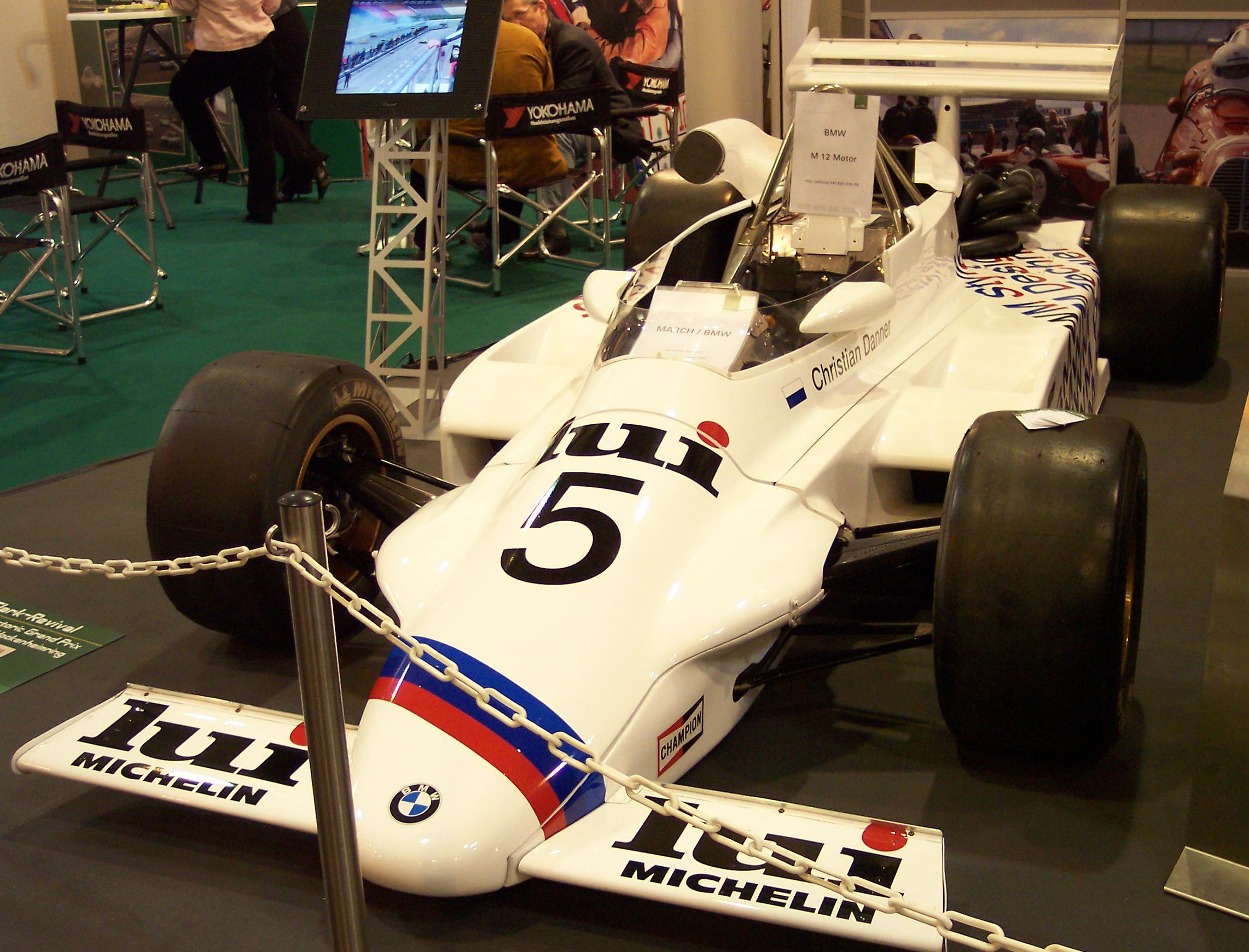
La March 822-BMW di Formula 2

#### 1983 CART e IMSA: la strada americana
A questo punto Herd punta sul mercato americano delle Indycar, mentre abbandona definitivamente la Formula 3 in cui le March avevano vinto i titoli europei nel 1977 e nel 1980-81, curiosamente la 81C, una vettura derivata dalle ultime fallimentari Formula 1, è subito competitiva nel Campionato CART: le March vinceranno i campionati CART nel 1985 e 1986, rispettivamente con Al Unser e Bobby Rahal e vinceranno ininterrottamente la 500 miglia di Indianapolis dal 1983 al 1987, addirittura si arriverà ad avere una griglia di partenza con 30 vetture March su 33 partecipanti alla gara e nel 1987 Al Unser vincerà con una vecchia 86C vettura prodotta l'anno precedente. Dopo questi successi Herd decise di quotare il March Group PLC al London Stock Exchange.
Per le gare americane la March, sfruttando l'esperienza con la BMW M1 produrrà anche delle vetture Sport destinate al campionato IMSA, dotate di motori Chevrolet o Porsche che otterranno buoni risultati, vincendo il campionato nel 1983 con Al Holbert e nel 1984 la March 83G-Porsche vincerà la 24 ore di Daytona.

#### Formula 3000 e Indy-Lights
Nel 1985 con la fine della F.2 e l'avvento della Formula 3000 in cui era bandito l'effetto suolo, la March, con i motori Ford Cosworth, torna a primeggiare e si aggiudicherà il campionato con Christian Danner, questo le permetterà, l'anno dopo, di diventare il produttore unico per le vetture della American Racing Series, neonata categoria propedeutica al campionato CART, equivalente alla F.3000 europea. Seguiranno le vittorie nei due campionati 1986 e 1987 di F.3000 con Ivan Capelli e Stefano Modena.

### La Leyton House
Nel 1987 Cesare Gariboldi, manager del team di F3000 che aveva vinto il campionato con Ivan Capelli, già sponsorizzato dell'azienda immobiliare giapponese Leyton House, riuscì a ottenere l'appoggio del proprietario della Leyton, Akira Akagi, per organizzare un nuovo team di Formula 1. Akagi appoggiandosi alla struttura della March ribattezzò la squadra March-Leyton House.
Il primo anno la vettura fu progettata da Gordon Coppuck, mentre l'anno seguente la vettura progettata da Adrian Newey e pilotata da Ivan Capelli fu protagonista di un brillantissimo 1988, con il pilota italiano spesso protagonista e capace addirittura di classificarsi al secondo posto nel Gran Premio del Portogallo.

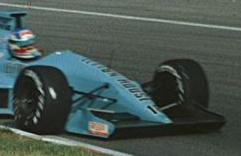
Ivan Capelli al Gran Premio del Canada 1988

Nel 1988 il gruppo March acquisì la Ralt e Herd lasciò la presidenza dell'azienda a John Cowen che cedette ad Akagi la divisione March Racing, che si occupava di Formula 1 e F3000, il cui nome fu cambiato in Leyton House Racing Ltd. Cowen organizzò il gruppo in quattro divisioni: March Merchandising Ltd., Ralt, per la produzione di vetture nelle categorie inferiori, Comtec e March Engineering per i prototipi, alla fine del 1989 Herd, l'ultimo dei soci fondatori, lasciò la March.
A partire dal 1989, dopo la morte di Gariboldi, nella sigla delle vetture Leyton vennero aggiunte le iniziali CG al numero identificativo, ma la stagione fu di profonda crisi, con un solo podio ottenuto ad inizio anno da Maurício Gugelmin, altro pilota della squadra. Nel 1990 Capelli e la Leyton House ebbero la grande occasione di vincere il Gran Premio di Francia ma a poche curve dalla fine l'italiano dovette arrendersi alla Ferrari di Alain Prost e accontentarsi del secondo posto. Nel 1991, dopo che Newey fu passato alla Williams, Capelli e la Leyton ottennero solo un punto, poi uno scandalo finanziario portò all'arresto dei responsabili giapponesi della Leyton e all'abbandono del programma Formula 1, che continuò per un altro anno con il nome March. Dopo un buon 1992, la squadra si ritirò agli inizi della stagione seguente.
Per quanto riguarda le altre attività la March nel 1988, con l'acquisto della Ralt, puntò a tornare anche in Formula 3 e si impegnò nel campionato CART, dove era stata sopravanzata da Lola e Penske, fornendo i telai in esclusiva a Porsche e Alfa Romeo. Per il programma americano fu incaricato l'ex tecnico della Tyrrell Maurice Philippe, ma i risultati non furono incoraggianti e il suicidio del tecnico contribuì a peggiorare le cose, in breve prima l'Alfa e poi anche la Porsche abbandonarono l'impresa.
Fu messa a disposizione di altre squadre di Formula 1 la propria galleria del vento, ma questa si dimostrò inadatta.
Infine cominciò il declino nelle categorie minori: in F.3 dopo aver vinto diversi campionati nazionali, tra fine anni '80 e inizio '90, con le vetture prodotte con il marchio Ralt, il dominio sportivo e commerciale delle Dallara portarono all'abbandono della categoria, mentre in F.3000 prima la Lola e poi la Reynard si dimostrarono più competitive.
Negli anni '90 March e Ralt furono vendute a Andrew Fitton e Steve Ward che tentarono senza successo di rilanciarle.

### Il possibile ritorno nel 2010
Nel maggio 2009 la March ha inviato alla FIA domanda d'iscrizione al campionato del mondo di F1 del 2010. Il 12 giugno 2009 la March non viene inserita nella lista emanata dalla FIA comprendente le scuderie ammesse al campionato 2010.

## Principali piloti

### March Engineering
- Ronnie Peterson (1970-1972, 1976): 49 GP, 1 vittoria (Monza, 1976)
- Vittorio Brambilla (1974-1976): 41 GP, 1 vittoria (Zeltweg, 1975)
- Jackie Stewart (1970): 10 GP, 1 vittoria (Jarama, 1970)
- Ivan Capelli (1987-1989): 37 GP
- Hans-Joachim Stuck (1974-1977): 33 GP
- Mike Beuttler (1971-1973): 28 GP
- Maurício Gugelmin (1988-1989): 21 GP
- Henri Pescarolo (1971-1973): 19 GP
- Ian Scheckter (1977): 14 GP
- Karl Wendlinger (1992): 14 GP
- Niki Lauda (1971-1972): 13 GP
- Chris Amon (1970): 13 GP
- Jo Siffert (1970): 12 GP
- Reine Wisell (1973-1974): 3 GP

### Leyton House
- Ivan Capelli (1990-1991): 28 GP
- Maurício Gugelmin (1990-1991): 27 GP
- Karl Wendlinger (1991): 2 GP

## Risultati in Formula 1

### March
| Anno | Vettura | Motore            | Gomme | Piloti  |     |     |     |   |     |     |     |     |   |     |     |   |     |  |  |  |  | Punti | Pos. |
| ---- | ------- | ----------------- | ----- | ------- | --- | --- | --- | - | --- | --- | --- | --- | - | --- | --- | - | --- |  |  |  |  | ----- | ---- |
| 1970 | 701     | Ford Cosworth DFV | F     | Amon    | Rit | Rit | Rit | 2 | Rit | 2   | 5   | Rit | 8 | 7   | 3   | 5 | 4   |  |  |  |  | 48    | 3º   |
| 1970 | 701     | Ford Cosworth DFV | F     | Siffert | 10  | NQ  | 8   | 7 | Rit | Rit | Rit | 8   | 9 | Rit | Rit | 9 | Rit |  |  |  |  | 48    | 3º   |

| Anno | Vettura | Motore                           | Gomme | Piloti     |     |     |    |     |     |    |     |     |     |    |     |  |  |  |  |  |  | Punti     | Pos.  |
| ---- | ------- | -------------------------------- | ----- | ---------- | --- | --- | -- | --- | --- | -- | --- | --- | --- | -- | --- |  |  |  |  |  |  | --------- | ----- |
| 1971 | 711     | Ford Cosworth DFV Alfa Romeo T33 | F     | Peterson   | 10  | Rit | 2  | 4   | Rit | 2  | 4   | 8   | 2   | 2  | 3   |  |  |  |  |  |  | 33 (34) 0 | 4º NC |
| 1971 | 711     | Ford Cosworth DFV Alfa Romeo T33 | F     | Soler-Roig | Rit | Rit | NQ | Rit | Rit |    |     |     |     |    |     |  |  |  |  |  |  | 33 (34) 0 | 4º NC |
| 1971 | 711     | Ford Cosworth DFV Alfa Romeo T33 | F     | Galli      |     |     | NQ | Rit | NP  | 11 |     |     | Rit | 16 | Rit |  |  |  |  |  |  | 33 (34) 0 | 4º NC |
| 1971 | 711     | Ford Cosworth DFV Alfa Romeo T33 | F     | de Adamich | 13  | Rit |    |     | Rit | NC | Rit |     | Rit |    | 11  |  |  |  |  |  |  | 33 (34) 0 | 4º NC |
| 1971 | 711     | Ford Cosworth DFV Alfa Romeo T33 | F     | Lauda      |     |     |    |     |     |    |     | Rit |     |    |     |  |  |  |  |  |  | 33 (34) 0 | 4º NC |
| 1971 | 711     | Ford Cosworth DFV Alfa Romeo T33 | F     | Beuttler   |     |     |    |     |     |    |     |     |     | NC |     |  |  |  |  |  |  | 33 (34) 0 | 4º NC |

| Anno | Vettura       | Motore            | Gomme | Piloti   |    |   |     |    |    |     |   |     |    |    |    |    |  |  |  |  |  | Punti | Pos. |
| ---- | ------------- | ----------------- | ----- | -------- | -- | - | --- | -- | -- | --- | - | --- | -- | -- | -- | -- |  |  |  |  |  | ----- | ---- |
| 1972 | 721 721X 721G | Ford Cosworth DFV | G     | Peterson | 6  | 5 | Rit | 11 | 9  | 5   | 7 | 3   | 12 | 9  | SQ | 4  |  |  |  |  |  | 15    | 6º   |
| 1972 | 721 721X 721G | Ford Cosworth DFV | G     | Lauda    | 11 | 7 | Rit | 16 | 12 | Rit | 9 | Rit | 10 | 13 | SQ | NC |  |  |  |  |  | 15    | 6º   |

| Anno | Vettura  | Motore            | Gomme | Piloti     |     |     |    |   |     |     |     |     |     |     |  |     |  |    |    |  |  | Punti | Pos. |
| ---- | -------- | ----------------- | ----- | ---------- | --- | --- | -- | - | --- | --- | --- | --- | --- | --- |  | --- |  | -- | -- |  |  | ----- | ---- |
| 1973 | 721G 731 | Ford Cosworth DFV | G     | Jarier     | Rit | Rit | NC |   | Rit | Rit | Rit | Rit |     |     |  | Rit |  | NC | 11 |  |  | 14    | 5º   |
| 1973 | 721G 731 | Ford Cosworth DFV | G     | Pescarolo  |     |     |    | 8 |     |     |     |     |     |     |  |     |  |    |    |  |  | 14    | 5º   |
| 1973 | 721G 731 | Ford Cosworth DFV | G     | Williamson |     |     |    |   |     |     |     |     | Rit | Rit |  |     |  |    |    |  |  | 14    | 5º   |

| Anno | Vettura | Motore            | Gomme | Piloti    |     |     |    |    |     |     |     |     |    |     |    |    |     |     |     |  |  | Punti | Pos. |
| ---- | ------- | ----------------- | ----- | --------- | --- | --- | -- | -- | --- | --- | --- | --- | -- | --- | -- | -- | --- | --- | --- |  |  | ----- | ---- |
| 1974 | 741     | Ford Cosworth DFV | G     | Stuck     | Rit | Rit | 5  | 4  | Rit | Rit |     | Rit | NQ | Rit | 7  | 11 | Rit | Rit | NQ  |  |  | 6     | 9º   |
| 1974 | 741     | Ford Cosworth DFV | G     | Wisell    |     |     |    |    |     |     | Rit |     |    |     |    |    |     |     |     |  |  | 6     | 9º   |
| 1974 | 741     | Ford Cosworth DFV | G     | Ganley    | 8   | Rit |    |    |     |     |     |     |    |     |    |    |     |     |     |  |  | 6     | 9º   |
| 1974 | 741     | Ford Cosworth DFV | G     | Brambilla |     |     | 10 | NP | 9   | Rit | 10  | 10  | 11 | Rit | 13 | 6  | Rit | NP  | Rit |  |  | 6     | 9º   |

| Anno | Vettura | Motore            | Gomme | Piloti    |   |     |     |   |     |     |     |     |     |     |     |     |     |   |  |  |  | Punti | Pos. |
| ---- | ------- | ----------------- | ----- | --------- | - | --- | --- | - | --- | --- | --- | --- | --- | --- | --- | --- | --- | - |  |  |  | ----- | ---- |
| 1975 | 741 751 | Ford Cosworth DFV | G     | Brambilla | 9 | Rit | Rit | 5 | Rit | Rit | Rit | Rit | Rit | 6   | Rit | 1   | Rit | 7 |  |  |  | 7,5   | 8º   |
| 1975 | 741 751 | Ford Cosworth DFV | G     | Lombardi  |   |     | Rit | 6 | NQ  | Rit | Rit | 14  | 18  | Rit | 7   | 17  | Rit |   |  |  |  | 7,5   | 8º   |
| 1975 | 741 751 | Ford Cosworth DFV | G     | Stuck     |   |     |     |   |     |     |     |     |     | Rit | Rit | Rit | Rit | 8 |  |  |  | 7,5   | 8º   |

| Anno | Vettura | Motore            | Gomme | Piloti    |     |     |     |     |     |     |     |     |     |     |     |     |     |     |     |     |  | Punti | Pos. |
| ---- | ------- | ----------------- | ----- | --------- | --- | --- | --- | --- | --- | --- | --- | --- | --- | --- | --- | --- | --- | --- | --- | --- |  | ----- | ---- |
| 1976 | 761     | Ford Cosworth DFV | G     | Brambilla | Rit | 8   | Rit | Rit | Rit | Rit | 10  | Rit | Rit | Rit | Rit | 6   | 7   | 14  | Rit | Rit |  | 19    | 7º   |
| 1976 | 761     | Ford Cosworth DFV | G     | Lombardi  | 14  |     |     |     |     |     |     |     |     |     |     |     |     |     |     |     |  | 19    | 7º   |
| 1976 | 761     | Ford Cosworth DFV | G     | Peterson  |     | Rit | 10  | Rit | Rit | Rit | 7   | 19  | Rit | Rit | 6   | Rit | 1   | 9   | Rit | Rit |  | 19    | 7º   |
| 1976 | 761     | Ford Cosworth DFV | G     | Stuck     | 4   | 12  | Rit | Rit | Rit | 4   | Rit | 7   | Rit | Rit | Rit | Rit | Rit | Rit | 5   | Rit |  | 19    | 7º   |
| 1976 | 761     | Ford Cosworth DFV | G     | Merzario  |     |     | NQ  | Rit | Rit | NQ  | 14  | 9   | Rit |     |     |     |     |     |     |     |  | 19    | 7º   |

| Anno | Vettura  | Motore            | Gomme | Piloti       |     |     |     |     |    |    |     |     |    |     |     |     |    |     |     |     |    | Punti | Pos. |
| ---- | -------- | ----------------- | ----- | ------------ | --- | --- | --- | --- | -- | -- | --- | --- | -- | --- | --- | --- | -- | --- | --- | --- | -- | ----- | ---- |
| 1977 | 761B 771 | Ford Cosworth DFV | G     | I. Scheckter | Rit | Rit |     |     | 11 | NQ | Rit | Rit | NC | Rit | Rit | Rit | 10 | Rit | Rit | Rit |    | 0     | NC   |
| 1977 | 761B 771 | Ford Cosworth DFV | G     | Stuck        |     |     | Rit |     |    |    |     |     |    |     |     |     |    |     |     |     |    | 0     | NC   |
| 1977 | 761B 771 | Ford Cosworth DFV | G     | Henton       |     |     |     | 10  |    |    |     |     |    |     |     |     |    |     |     |     |    | 0     | NC   |
| 1977 | 761B 771 | Ford Cosworth DFV | G     | Ribeiro      | Rit | Rit | Rit | Rit | NQ | NQ | NQ  | NQ  | NQ | NQ  | 8   | NQ  | 11 | NQ  | 15  | 8   | 12 | 0     | NC   |

| Anno | Vettura | Motore            | Gomme | Piloti  |    |    |    |     |    |     |    |     |   |     |    |     |     |   |    |  |  | Punti | Pos. |
| ---- | ------- | ----------------- | ----- | ------- | -- | -- | -- | --- | -- | --- | -- | --- | - | --- | -- | --- | --- | - | -- |  |  | ----- | ---- |
| 1981 | 811     | Ford Cosworth DFV | M A   | Daly    | NQ | NQ | NQ | NQ  | NQ | NPQ | 16 | Rit | 7 | Rit | 11 | Rit | Rit | 8 | NQ |  |  | 0     | NC   |
| 1981 | 811     | Ford Cosworth DFV | M A   | Salazar | NQ | NQ | NQ | Rit | NQ | NPQ |    |     |   |     |    |     |     |   |    |  |  | 0     | NC   |

| Anno | Vettura | Motore            | Gomme | Piloti     |    |     |   |  |     |     |     |     |     |    |     |     |     |     |    |    |  | Punti | Pos. |
| ---- | ------- | ----------------- | ----- | ---------- | -- | --- | - |  | --- | --- | --- | --- | --- | -- | --- | --- | --- | --- | -- | -- |  | ----- | ---- |
| 1982 | 821     | Ford Cosworth DFV | A P   | Boesel     | 15 | Rit | 9 |  | 8   | NPQ | Rit | Rit | Rit | NQ | NQ  | Rit | NQ  | Rit | NQ | 13 |  | 0     | NC   |
| 1982 | 821     | Ford Cosworth DFV | A P   | Mass       | 12 | 8   | 8 |  | Rit | NQ  | 7   | 11  | Rit | 10 | Rit |     |     |     |    |    |  | 0     | NC   |
| 1982 | 821     | Ford Cosworth DFV | A P   | Keegan     |    |     |   |  |     |     |     |     |     |    |     | NQ  | Rit | Rit | NQ | 12 |  | 0     | NC   |
| 1982 | 821     | Ford Cosworth DFV | A P   | de Villota |    |     |   |  | NPQ | NPQ | NQ  | NQ  | NPQ |    |     |     |     |     |    |    |  | 0     | NC   |

| Anno | Vettura | Motore            | Gomme | Piloti  |    |     |     |   |     |     |     |     |    |    |    |   |    |     |     |     |  | Punti | Pos. |
| ---- | ------- | ----------------- | ----- | ------- | -- | --- | --- | - | --- | --- | --- | --- | -- | -- | -- | - | -- | --- | --- | --- |  | ----- | ---- |
| 1987 | 87P 871 | Ford Cosworth DFZ | G     | Capelli | NP | Rit | Rit | 6 | Rit | Rit | Rit | Rit | 10 | 11 | 13 | 9 | 12 | Rit | Rit | Rit |  | 1     | 13º  |

| Anno | Vettura | Motore  | Gomme | Piloti   |     |     |     |     |     |     |   |     |   |     |     |   |     |     |     |     |  | Punti | Pos. |
| ---- | ------- | ------- | ----- | -------- | --- | --- | --- | --- | --- | --- | - | --- | - | --- | --- | - | --- | --- | --- | --- |  | ----- | ---- |
| 1988 | 881     | Judd CV | G     | Capelli  | Rit | Rit | 10  | 16  | 5   | NP  | 9 | Rit | 5 | Rit | 3   | 5 | 2   | Rit | Rit | 6   |  | 22    | 6º   |
| 1988 | 881     | Judd CV | G     | Gugelmin | Rit | 15  | Rit | Rit | Rit | Rit | 8 | 4   | 8 | 5   | Rit | 8 | Rit | 7   | 10  | Rit |  | 22    | 6º   |

| Anno | Vettura   | Motore          | Gomme | Piloti   |     |     |     |     |     |     |     |     |     |     |    |     |     |     |     |     |  | Punti | Pos. |
| ---- | --------- | --------------- | ----- | -------- | --- | --- | --- | --- | --- | --- | --- | --- | --- | --- | -- | --- | --- | --- | --- | --- |  | ----- | ---- |
| 1989 | CG891 881 | Judd CV Judd EV | G     | Capelli  | Rit | Rit | 11* | Rit | Rit | Rit | Rit | Rit | Rit | Rit | 12 | Rit | Rit | Rit | Rit | Rit |  | 4     | 12º  |
| 1989 | CG891 881 | Judd CV Judd EV | G     | Gugelmin | 3   | Rit | Rit | NQ  | SQ  | Rit | NC  | Rit | Rit | Rit | 7  | Rit | 10  | Rit | 7   | 7   |  | 4     | 12º  |

### Leyton House
| Anno | Vettura | Motore  | Gomme | Piloti   |     |    |     |     |    |    |     |     |     |     |   |     |     |     |     |     |  | Punti | Pos. |
| ---- | ------- | ------- | ----- | -------- | --- | -- | --- | --- | -- | -- | --- | --- | --- | --- | - | --- | --- | --- | --- | --- |  | ----- | ---- |
| 1990 | CG901   | Judd EV | G     | Gugelmin | 14  | NQ | Rit | NQ  | NQ | NQ | Rit | NP  | Rit | 8   | 6 | Rit | 12  | 8   | Rit | Rit |  | 7     | 7º   |
| 1990 | CG901   | Judd EV | G     | Capelli  | Rit | NQ | Rit | Rit | 10 | NQ | 2   | Rit | 7   | Rit | 7 | Rit | Rit | Rit | Rit | Rit |  | 7     | 7º   |

| Anno | Vettura | Motore      | Gomme | Piloti     |     |     |     |     |     |     |     |     |     |    |     |    |    |     |     |    |  | Punti | Pos. |
| ---- | ------- | ----------- | ----- | ---------- | --- | --- | --- | --- | --- | --- | --- | --- | --- | -- | --- | -- | -- | --- | --- | -- |  | ----- | ---- |
| 1991 | CG911   | Ilmor 2175A | G     | Gugelmin   | Rit | Rit | 12  | Rit | Rit | Rit | 7   | Rit | Rit | 11 | Rit | 15 | 7  | 7   | 8   | 14 |  | 1     | 12º  |
| 1991 | CG911   | Ilmor 2175A | G     | Capelli    | Rit | Rit | Rit | Rit | Rit | Rit | Rit | Rit | Rit | 6  | Rit | 8  | 17 | Rit |     |    |  | 1     | 12º  |
| 1991 | CG911   | Ilmor 2175A | G     | Wendlinger |     |     |     |     |     |     |     |     |     |    |     |    |    |     | Rit | 20 |  | 1     | 12º  |

### March
| Anno | Vettura | Motore      | Gomme | Piloti     |     |     |     |    |    |     |    |     |     |    |     |    |     |     |     |     |  | Punti | Pos. |
| ---- | ------- | ----------- | ----- | ---------- | --- | --- | --- | -- | -- | --- | -- | --- | --- | -- | --- | -- | --- | --- | --- | --- |  | ----- | ---- |
| 1992 | CG911B  | Ilmor 2175A | G     | Belmondo   | NQ  | NQ  | NQ  | 12 | 13 | NQ  | 14 | NQ  | NQ  | 13 | 9   |    |     |     |     |     |  | 3     | 9º   |
| 1992 | CG911B  | Ilmor 2175A | G     | Naspetti   |     |     |     |    |    |     |    |     |     |    |     | 12 | Rit | 11  | 13  | Rit |  | 3     | 9º   |
| 1992 | CG911B  | Ilmor 2175A | G     | Wendlinger | Rit | Rit | Rit | 8  | 12 | Rit | 4  | Rit | Rit | 16 | Rit | 11 | 10  | Rit |     |     |  | 3     | 9º   |
| 1992 | CG911B  | Ilmor 2175A | G     | Lammers    |     |     |     |    |    |     |    |     |     |    |     |    |     |     | Rit | 12  |  | 3     | 9º   |

| Legenda | 1º posto     | 2º posto | 3º posto    | A punti         | Senza punti/Non class.  | Grassetto – Pole position Corsivo – Giro più veloce |
| Legenda | Squalificato | Ritirato | Non partito | Non qualificato | Solo prove/Terzo pilota | Grassetto – Pole position Corsivo – Giro più veloce |

* – Indica il pilota ritirato ma ugualmente classificato avendo coperto, come previsto dal regolamento, almeno il 90% della distanza di gara.